# Srpske kvalifikacije za Kup maršala Tita 1947.
Rezultati kvalifikacija (preliminarnih natjecanja) na teritoriju NR Srbije.
U prednatjecanju za glavni ždrijeb kupa na teritoriju NR Srbije sudjelovale su 112 momčadi (72 iz središnje Srbije i Kosova, 40 iz Vojvodine). Utakmice su se igrane u 5 kola.

## 1. kolo
| Domaći sastav             |                           | Gostujući sastav             | Rezultat        | |
| Vojvodina                 | Vojvodina                 | Vojvodina                    | 18. rujna 1947. | |
| ------------------------- | ------------------------- | ---------------------------- | --------------- | --- |
| Radnički Inđija           | –                         | Radnički Šid                 | 3:0 pff         | |
| FD Laćarak                | –                         | Srem S. Mitrovica            | 2:3             | |
| Radnički Irig             | –                         | Sremac Vojka                 | 3:0 pff         | Sremac nije došao |
| Radnički Ruma             | –                         | Jedinstvo S. Pazova          | 1:7             | |
| Cement Beočin             | –                         | Zrinjski Petrovaradin        | 2:0             | |
| Stražilovo S. Karlovci    | –                         | Fruškogorac S. Kamenica      | 3:0 pff         | Fruškogorac nije došao |
| Tatra Kisač               | –                         | Jedinstvo Novi Sad           | 1:2             | |
| Obilić Zmajevo            | –                         | Jovan Crveni S. Bečej        | 2:0             | |
| Zvezda Vološinovo         | –                         | Proleter Zrenjanin           | 2:1             | |
| Omladinac Žabalj          | –                         | Tim Doma JA Novi Sad         | 0:5             | |
| Spartak Debeljača         | –                         | Unirea Uzdin                 | 4:1             | |
| Torpedo B. Palanka        | –                         | Mladost B. Petrovac          | 5:4             | prije početka kup natjecanja, Jedinstvo je promijenilo ime u Torpedo                                                                            |
| Jedinstvo Kula            | –                         | Petar Drapšin Vrbas          | 0:0             | Petar Drapšin je voljom ždrijeba prošao dalje                                                                                                   |
| Mladost Stapar            | –                         | Tekstilac Odžaci             | 0:1             | |
| Jedinstvo Senta           | –                         | Radnički Ada                 | 4:3             | |
| 6. oktobar Kikinda        | –                         | Bratstvo Elemir              | 11:             | |
| Jedinstvo B. Topola       | –                         | Radnički Kanjiža             | 3:0 pff         | |
| FD Bezdan                 | –                         | Polet Sombor                 | 5:6             | |
| Radnički Bajmak           | –                         | Sloboda Subotica             | 1:2             | |
| Jedinstvo Vršac           | –                         | Sava Munćan Bela Crkva       | 10:1            | |
| Središnja Srbija i Kosovo | Središnja Srbija i Kosovo | Središnja Srbija i Kosovo    | 14. rujna 1947. | |
| Jedinstvo Zemun           | –                         | Graditelj Beograd            | 0:3 pff*        | |
| Sloven Beograd            | –                         | Milicionar Beograd           | 4:0             | |
| FD Beograd                | –                         | Poštar Beograd               | 3:0             | |
| Slavija Beograd           | –                         | Signal Beograd               | 3:1             | |
| Grafičar Beograd          | –                         | Radnički Beograd             | 1:5             | |
| Jedinstvo Smederevo       | –                         | FD Kneževac                  | 7:3             | |
| Rudar Kostolac            | –                         | Morava V. Plana              | 5:1             | |
| Mladi radnik Požarevac    | –                         | Sloga Petrovac               | 3:2             | |
| Jasenica S. Palanka       | –                         | Jedinstvo Mladenovac         | 2:1             | |
| Radnički Obrenovac        | –                         | Podrinje Šabac               | 0:6             | |
| Mačva Bogatić             | –                         | Budućnost Loznica            | 2:0             | |
| Jedinstvo Ub              | –                         | Vojno Tehnički Zavod Valjevo | 0:3 pff         | završilo je 2:0, Jedinstvo je bio pod suspenzijom                                                                                               |
| Luka Spasojević Ljig      | –                         | Železničar Lajkovac          | 1:4             | |
| Budućnost Valjevo         | –                         | Baša Lazarevac               | 3:0 pff         | |
| Radnički Kragujevac       | –                         | 19. septembar Aranđelovac    | 2:1             | |
| Radnički Svilajnac        | –                         | Omladinac Kragujevac         | 3:2             | |
| Farbin Užička Požega      | –                         | Borac Čačak                  | 0:2             | |
| Javor Ivanjica            | –                         | Čolović Arilje               | 5:0             | |
| Sloga Bajina Bašta        | –                         | Sloboda T. Užice             | 1:3             | |
| Polimlje Prijepolje       | –                         | Sandžak Novi Pazar           | 2:0             | |
| Lokomotiva Kraljevo       | –                         | Takovo G. Milanovac          | 3:0             | |
| Napredak Kruševac         | –                         | Kopaonik Brus                | 3:1             | |
| Nikčević Svetozarevo      | –                         | Sretno Senjski rudnik        | 9:0             | |
| Mirko Tomić Varvarin      | –                         | 12. oktobar Ćuprija          | 3:0 pff*        | |
| Čajka Trstenik            | –                         | Branko Krsmanović Paraćin    | 1:2             | |
| Ljupče Nikolić Aleksinac  | –                         | Železničar Niš               | 4:0             | |
| FD Negotin                | –                         | FD Bor                       | 0:3 pff         | završilo je 2:1, ali je FD Negotin bio suspendiran                                                                                              |
| Metalac Knjaževac         | –                         | Dinamo Zaječar               | 2:3             | |
| Jedinstvo Bela Palanka    | –                         | Proleter Pirot               | 0:3 pff**       | prema originalnom rasporedu trebao je sudjelovati Asen Balkanski iz Caribroda, ali FO FISAS je uvrstio Jedinstvo prema izvješću SFO-a iz Pirota |
| Topličanin Prokuplje      | –                         | Tim Doma JA Niš              | 3:0             | |
| Vlasina Vlasotince        | –                         | Dinamo Vranje                | 5:3             | |
| Radnički Niš              | –                         | Kosta Stamenković Leskovac   | 7:5             | |
| Trepča K. Mitrovica       | –                         | Bane Raška                   | 3:0 pff         | Bane se povukao iz natjecanja |
| Proleter Priština         | –                         | Crvena zvezda Gnjilane       | 5:1             | |
| Bratstvo Đakovica         | –                         | Budućnost Peć                | 1:0             | |
| Jedinstvo Uroševac        | –                         | Metohija Prizren             | 1:1             | Metohija je voljom ždrijeba prošla u drugi krug                                                                                                 |

## 2. kolo
| Domaći sastav |                           | Gostujući sastav          | Rezultat           |                                                                              |
| Vojvodina | Vojvodina                 | Vojvodina                 | 4. listopada 1947. |                                                                              |
| --- | ------------------------- | ------------------------- | ------------------ | ---------------------------------------------------------------------------- |
| Radnički Inđija | –                         | Srem S. Mitrovica         | 2:1                |                                                                              |
| Jedinstvo S. Pazova | –                         | Radnički Irig             | 3:0 pff            |                                                                              |
| Cement Beočin | –                         | Stražilovo S. Karlovci    | 7:3                |                                                                              |
| Jedinstvo Novi Sad | –                         | Obilić Zmajevo            | 3:1                |                                                                              |
| Zvezda Vološinovo | –                         | Tim Doma JA Novi Sad      | 0:5                |                                                                              |
| Torpedo B. Palanka | –                         | Sloboda Subotica          | 3:0 pff            |                                                                              |
| Tekstilac Odžaci | –                         | Petar Drapšin Vrbas       | 3:0 pff            |                                                                              |
| Jedinstvo Senta | –                         | 6. oktobar Kikinda        | 8:0                |                                                                              |
| Polet Sombor | –                         | Jedinstvo B. Topola       | 6:2                |                                                                              |
| Jedinstvo Vršac | –                         | Spartak Debeljača         | 5:0                |                                                                              |
| Središnja Srbija i Kosovo | Središnja Srbija i Kosovo | Središnja Srbija i Kosovo | 21. rujna 1947.    |                                                                              |
| Radnički Beograd | –                         | Graditelj Beograd         | 0:0                | ždrijebom dalje prošao Radnički                                              |
| FD Beograd | –                         | Sloven Beograd            | 4:0                |                                                                              |
| Slavija Beograd | –                         | Jedinstvo Smederevo       | 8:0                |                                                                              |
| Rudar Kostolac | –                         | Mladi radnik Požarevac    | 3:1                |                                                                              |
| Podrinje Šabac | –                         | Jasenica S. Palanka       | 4:2                | Obje ekipe su isključene iz daljnjeg natjecanja zbog nediscipline u utakmici |
| Vojno Tehnički Zavod Valjevo | –                         | Mačva Bogatić             | 3:1                |                                                                              |
| Budućnost Valjevo | –                         | Železničar Lajkovac       | 3:0                |                                                                              |
| Radnički Svilajnac | –                         | Radnički Kragujevac       | 2:2                | Radnički iz Svilajnca prošao je dalje s remijem                              |
| Javor Ivanjica | –                         | Borac Čačak               | 2:3                |                                                                              |
| Polimlje Prijepolje | –                         | Sloboda T. Užice          | 3:3                | Polimlje prošlo neriješeno                                                   |
| Napredak Kruševac | –                         | Lokomotiva Kraljevo       | 2:1                |                                                                              |
| Nikčević Svetozarevo | –                         | Mirko Tomić Varvarin      | 3:1                |                                                                              |
| Ljupče Nikolić Aleksinac | –                         | Branko Krsmanović Paraćin | 2:1                |                                                                              |
| FD Bor | –                         | Dinamo Zaječar            | 0:3 pff            |                                                                              |
| Vlasina Vlasotince | –                         | Radnički Niš              | 4:2                |                                                                              |
| Trepča K. Mitrovica | –                         | Bratstvo Đakovica         | n/o                |                                                                              |
| Proleter/Radnički Pirot | –                         | Topličanin Prokuplje      | 2:1                | Topličanin je naknadno izbačen iz kupa                                       |
| Metohija Prizren | –                         | Proleter Priština         | 1:4                |                                                                              |
| Naknadno, nakon žalbe FD Jedinstva iz Uba i FD Negotina iz Negotina te poništenja suspenzije iz prvog kola, obje ekipe su dodane u raspored i odigrale su utakmicu jedna protiv druge: |                           |                           |                    |                                                                              |
| Jedinstvo Ub | –                         | FD Negotin                | 1:0                | 21. 9. 1947                                                                  |
| Ponovno su određene dodatne kvalifikacijske utakmice nakon žalbe određenih klubova: |                           |                           |                    |                                                                              |
| Borac Čačak | –                         | Polimlje Prijepolje       | 2:0                | 28. 9. 1947.                                                                 |
| Radnički Beograd | –                         | Radnički Svilajnac        | 2:1                | 28. 9. 1947.                                                                 |

## 3. kolo
| Domaći sastav                                                                            |                           | Gostujući sastav          | Rezultat                  |                             |
| Vojvodina                                                                                | Vojvodina                 | Vojvodina                 | 15. i 16. listopada 1947. |                             |
| ---------------------------------------------------------------------------------------- | ------------------------- | ------------------------- | ------------------------- | --------------------------- |
| Tim Doma JA Novi Sad                                                                     | –                         | Torpedo B. Palanka        | 2:1                       |                             |
| Jedinstvo Novi Sad                                                                       | –                         | Cement Beočin             | 3:1                       |                             |
| Tekstilac Odžaci                                                                         | –                         | Jedinstvo Senta           | 2:0                       |                             |
| Polet Sombor                                                                             | –                         | Radnički Inđija           | 6:0                       |                             |
| Središnja Srbija i Kosovo                                                                | Središnja Srbija i Kosovo | Središnja Srbija i Kosovo | 5. listopada 1947.        |                             |
| Borac Čačak                                                                              | –                         | Trepča K, Mitrovica       | 2:0                       |                             |
| Proleter Priština                                                                        | –                         | Napredak Kruševac         | 0:1                       |                             |
| Nikčević Svetozarevo                                                                     | –                         | Dinamo Zaječar            | 2:0                       |                             |
| Ljupče Nikolić Aleksinac                                                                 | –                         | Proleter Pirot            | 1:0                       |                             |
| Vlasina Vlasotince                                                                       | –                         | Podrinje Šabac            | 3:0 pff                   |                             |
| Jedinstvo Ub                                                                             | –                         | Rudar Kostolac            | 3:1                       |                             |
| Radnički Beograd                                                                         | –                         | FD Beograd                | 1:0                       |                             |
| Budućnost Valjevo                                                                        | –                         | Slavija Beograd           | 2:2                       | Slavija ždrijebom ide dalje |
| Zbog naknadnih žalbi i drugih stvari, utakmice su ponište, a odigrane su i ove utakmice: |                           |                           |                           |                             |
| Proleter Priština                                                                        | –                         | Trepča K. Mitrovica       | 2:0                       | 12. 10. 1947.               |
| Proleter Priština                                                                        | –                         | Vlasina Vlasotince        | 2:1                       | 15. 10. 1947.               |

## 4. kolo
| Domaći sastav |   | Gostujući sastav         | Rezultat 19. listopada 1947. |               |
| --- | - | ------------------------ | ---------------------------- | ------------- |
| Borac Čačak | – | Ljupče Nikolić Aleksinac | 4:1                          |               |
| Polet Sombor | – | Slavija Beograd          | 4:0                          |               |
| Tekstilac Odžaci | – | Nikčević Svetozarevo     | 0:5                          |               |
| Proleter Priština | – | Radnički Beograd         | 2:1                          |               |
| Jedinstvo Ub | – | Napredak Kruševac        | 0:1                          |               |
| Borac (Čačak), Polet (Sombor), Nikčević (Svetozarevo), Proleter (Priština) i Napredak (Kruševac) plasirali su se u završnicu Kupa. |   |                          |                              |               |
| Jedinstvo S. Pazova | – | Jedinstvo Vršac          | 2:4                          | 20. 10. 1947. |
| Tim Doma JA Novi Sad | – | Jedinstvo Novi Sad       | 2:1                          | 21. 10. 1947. |

## 5. kolo
| Domaći sastav        |   | Gostujući sastav | Rezultat 23. listopada 1947. |                                               |
| -------------------- | - | ---------------- | ---------------------------- | --------------------------------------------- |
| Tim Doma JA Novi Sad | – | Jedinstvo Vršac  | 0:0                          | Ekipa Doma JA prošla je dalje voljom ždrijeba |

Tim Garnizona (Doma) JA plasirao se u završmicu Kupa.

## Unutrašnje poveznice
- Kup maršala Tita 1947.
- Prvenstvo Srbije u nogometu 1947./48.